# Vi flyger på Rio
Vi flyger på Rio är en svensk-norsk samproduktionsfilm från 1949 i regi av Åke Ohberg.

## Handling
När flygkapten Curt Åhs kommer hem en dag upptäcker han att hans fru är otrogen. Curt lär istället känna flygvärdinnan Berit och tillsammans får de uppleva äventyr under en flygning till Rio de Janeiro.

## Om filmen
Filmen premiärvisades 26 december 1949 och handlar om SAS långflygning på den nya linjen till Sydamerika. I filmen ingick en autentisk haveriscen, ursprungligen visad i filmen Ungdom av idag. I Norge fick filmen titeln Vi flyr på Rio.

## Kritik
Kritikerna gav filmen blandad kritik. Å ena sidan berömdes skådespelarna, å andra sidan ansågs historien ibland vara väl schablonartad och kantig.

## Rollista
- Åke Ohberg - Curt Åhs, flygkapten
- Inger Juel - Karin Åhs, hans fru
- Lars Nordrum - Frans Hauge, förstepilot
- Per Oscarsson - Helmer Wallberg, andrepilot
- Margareta Fahlén - Berit Thorsson, flygvärdinna (svensk version)
- Helen Brinchmann - Berit Thorsson, flygvärdinna (norsk version)
- Urda Arneberg - Li Arnessen, flygvärdinna
- Lauritz Falk - Eyvind Lynge, telegrafist
- Åke Söderblom - Fridolf, mekaniker
- Henki Kolstad - Bonzo, purser
- Sonja Wigert - Irene Gruwe

## Filmmusik i urval
- Ur Carmen, kompositör Georges Bizet
- Den vackraste visan, kompositör Lille Bror Söderlundh, text Ture Nerman